# Akane Torikai
Akane Torikai (鳥飼茜), (prefectura d'Osaka, Japó, 1981) és una mangaka, autora de populars obres com Sensei no shiroi uso (先生の白い嘘, lit. La mentida de la professora) i Saturn Return (サターンリターン Satānritān), entre d'altres.

## Biografia
Nascuda el 1981, es va començar a interessar pel manga ja d'adolescent, i en particular pel treball de Kyōko Okazaki. Va treballar durant un temps com a assistent de Minoru Furuya, abans d'iniciar una pròpia carrera com a mangaka el 2004, a les pàgines d'un número especial de la revista Bessatsu Shôjo Friend. Durant uns anys, va escriure contes, abans de començar a publicar la seva primera sèrie el 2010, el manga seinen Ohayo Okaeri, com a guionista i dibuixant, a les pàgines de la revista Morning Two.
El 2013, va fer un notable retorn al món del shōjo per a adults amb Onna no ie (lit. La casa de les dones), publicat a la revista Be Love.
Al mateix temps, va llançar a la revista Morning two una nova sèrie especialment destacada: Sensei no shiroi uso (先生の白い嘘; lit. La mentida de la professora). En aquesta obra, l'autora tracta sobre la misogínia i violència sexual a la societat, representades a partir d'una dona que intenta reconstruir la seva vida després d'haver sigut víctima d'una violació, amb la pèrdua de confiança en si mateixa, el qüestionament de la seva feminitat o la por dels homes que aquest fet li comporta. La sèrie no deixa indiferent al públic i, al llarg dels seus vuit volums, ha venut prop d'un milió de còpies.
Una deseves sèries, Jigoku no Girlfriend, fou adaptada en format drama emès a Fuji Television.
La sèrie mandarí jipushīkyatto no rōjō (マンダリン・ジプシーキャットの籠城), prepublicada entre el 2017 i el 2018, porta a l'extrem el model del matriarcat en una distopia. L'obra roman inèdita pels lectors catalans però a Europa ha estat publicata a França amb el títol Le siège des exilées.

## Obres
- Dramatic (ドラマチック, Doramachikku)
- Wakattenai no Watashi Dake (わかってないのはわたしだけ)
- Ohayô Okaeri (おはようおかえり) (prepublicada entre 2010 i 2013 a la revista Monthly Morning Two, 5 vol.)
- Onna no Ie (おんなのいえ) (prepublicada entre 2012 i 2016 a la revista BE・LOVE, 8 vol.)
- Sensei no shiroi uso (先生の白い嘘) (prepublicada entre 2010 et 2013 a la revista Monthly Morning Two, 8 vol.)
- Jigoku no gārufurendo (地獄のガールフレンド) (prepublicada entre 2010 i 2013 a Feel Young, 3 vol.)
- Romance Bôfu Iki (ロマンス暴風域) (prepublicada entre novembre de 2016 i desembre de 2018 a Weekly SPA!, 2 vol.)
- Zenryaku, Zenshin no Kimi (前略、前進の君) (prepublicada des de 2015 a la revista Maybe!)
- Mandarin jipushīkyatto no rōjō (マンダリン・ジプシーキャットの籠城) (prepublicada entre 2017 i 2018 a la revista Da Vinci)
- Manga Mitai na Koi Kudasai (漫画みたいな恋ください) (2018, Chikuma Shobō)
- Satānritān (サターンリターン) (prepublicada des del gener de 2019 a Big Comic Spirits)